# Arthur Björklund
Arthur Björklund (Norrköping, 1892. szeptember 3. – Norrköping, 1974. április 24.) svéd nemzetközi labdarúgó-játékvezető.

## Pályafutása

### Nemzetközi játékvezetés
A Svéd labdarúgó-szövetség Játékvezető Bizottsága (JB) 1921-ben terjesztette fel nemzetközi játékvezetőnek, a Nemzetközi Labdarúgó-szövetség (FIFA) bíróinak keretébe. Több nemzetek közötti válogatott és klubmérkőzést vezetett, vagy működő társának partbíróként segített. Az aktív nemzetközi játékvezetéstől 1927-ben búcsúzott. Válogatott mérkőzéseinek száma: 6.

#### A magyar labdarúgó-válogatott mérkőzései (1902–1929)
| Időpont          | Helyszín                             | Mérkőzés típusa         | Mérkőzés                | Eredmény | Nézők száma |
| ---------------- | ------------------------------------ | ----------------------- | ----------------------- | -------- | ----------- |
| 1922. július 13. | Töölön Pallokenttä Stadion, Helsinki | 86. válogatott mérkőzés | Finnország–Magyarország | 1 : 5    | 5 000       |
| 1924. május 4.   | Hungária körúti Stadion, Budapest    | 96. válogatott mérkőzés | Magyarország–Ausztria   | 2 : 2    | 40 000      |